# Консультативно-совещательный орган
Консультати́вно-совеща́тельный о́рган — это коллегиальное учреждение или орган, созданные при органе публичной власти на постоянной или временной основе в целях обеспечения участия граждан в управлении государственными и общественными делами путем проведения консультаций с общественностью, предварительного обсуждения вопросов, отнесенных к компетенции органа публичной власти и осуществление общественного контроля за его деятельностью.
В Словаре Ожегова термин «совещательный» означает то, что относится к праву обсуждения каких-нибудь вопросов, но не к праву их решения.
В Энциклопедическом словаре государственного управления, составленного учеными Национальной академии государственного управления при Президенте Украины, понятие «консультации с общественностью» определяется как организованный органами публичной власти двусторонний обмен информацией с общественностью с целью выработки социально обоснованных государственно-управленческих решений по вопросам социально-экономического развития, удовлетворение социальных потребностей и интересов широких слоев населения.
Консультативно-совещательные органы начинают занимать все более заметное место в процессе принятия нормативно-правовых актов в демократических государствах мира. На сегодня при органах публичной власти создан ряд консультативно-совещательных органов, имеющих различный статус, количественный состав, порядок создания и деятельности и тому подобное. Учитывая конституционное законодательство различных стран, консультативно-совещательные органы имеют разные свои наименования: общественные советы, консультативные комитеты, совещательные или экспертные комиссии, общественные коллегии, рабочие группы, общественные палаты, консультативные ассамблеи, экспертные службы, общественные жюри и т.д.
В Украине правовой основой создания и деятельности таких органов является Конституция Украины, законы и другие нормативно-правовые акты. Статус консультативного органа, полномочия, основные направления и формы деятельности определяются положением о конкретном орган или специальным актом соответствующего государственного органа — постановлением, распоряжением, приказом и тому подобное. Порядок создания консультативно-совещательных органов определяется Постановлением Кабинета Министров Украины «Вопросы консультативных, совещательных и других вспомогательных органов, образованных Кабинетом Министров Украины» от 17 июня 2009 N 599.
В России наиболее известным консультативно-совещательным органом является Общественная палата РФ, статус которой определяется отдельным законом.